# Dennie Christian
Dennie Christian, de son vrai nom Bernhard Althoff, né le 22 mai 1956 à Bensberg, est un chanteur allemand.

## Biographie
À l'âge de 17 ans, il publie son premier disque, Jede große Liebe hat ein Happy-End, qui n'a pas de succès. En 1975, il fait une reprise de Rosamunde, adaptation allemande de Škoda lásky de Jaromír Vejvoda (cs) (connue en France par Frida oum papa d'Annie Cordy ou le chant de stade Ce soir on vous met le feu). En janvier 1975, il atteint la première place du ZDF Hitparade. Le succès continue peu après puis ralentit. Dans les années 1980, il devient animateur pour plusieurs stations de radio. De 1982 à 1991, il est le directeur du festival schlager de Kerkrade, aux Pays-Bas, proche de la frontière allemande. En 1992, il présente brièvement une émission musicale sur RTL Plus. Pour relancer sa carrière de chanteur, il se tourne vers la Volkstümliche Musik. Il obtient des succès modérés.
Dennie Christian chante aussi en néerlandais et connaît le même succès.

## Discographie sélective
Singles
- 1975 Rosamunde
- 1975 Marie-Luise
- 1976 Wo warst du heut nacht
- 1977 Habe ich dich heute nacht verloren
- 1978 Autokino samstags um halb zehn
- 1989 Die Glocken von Santa Fe
- 1990 Rosamunde (Single Dance Version) - Party-Version '90
- 1992 Ich geb heut ne Party

Albums
- 1975: Rosamunde
- 1978: Guust Flater en de Marsupilami
- 1979: Dennie Christian
- 1979: Stimmung am laufenden Band
- 1980: Weihnachten mit Dennie Christian
- 1996: Warum nicht mit mir
- 1997: Im Land wo Träume wohnen
- 1998: Alles inklusive

## Source de la traduction
- (de) Cet article est partiellement ou en totalité issu de l’article de Wikipédia en allemand intitulé « Dennie Christian » (voir la liste des auteurs).